# Willa Ludwika Anstadta
Willa Ludwika Anstadta – neorenesansowa willa przy ul. Sędziowskiej 18 w Parku im. Andrzeja Struga w Łodzi

## Historia
Willa wybudowana w 1900 roku dla Ludwika Anstadta. Została usytuowana w parku im. Andrzeja Struga. Dawniej w tym miejscu znajdowały się stawy rybne, gdzie przechowywano lód przeznaczony do schładzania piwa. Miasto odkupiło park w 1937 roku. W latach 40. XX w. stawy zostały zasypane. W willi mieszkał syn Ludwika, Karol W. Anstadt, kierujący browarem. W czasie okupacji niemieckiej, prowadzono tutaj pseudomedyczne doświadczenia. Po wojnie w willi było przedszkole. Dziś w bardzo zniszczonym budynku znajduje się świetlica środowiskowa i Komisja Międzyzakładowa NSZZ „Solidarność” Pracowników Oświaty Łódź-Bałuty.

## Czasy współczesne
Obecnie willa jest przeznaczona na sprzedaż. 13 maja 2020 roku Rada Miejska w Łodzi przyjęła Uchwałę numer XXV/860/20 w sprawie wyrażenia zgody na sprzedaż w drodze przetargu oraz obniżenie bonifikaty od ceny sprzedaży nieruchomości położonej w Łodzi przy ul. Sędziowskiej 18. Sprzedaż budynku wzbudził kontrowersje i sprzeciw mieszkańców Łodzi, którzy 1 października 2020 roku złożyli petycję kierowaną do Rady Miejskiej w Łodzi. Już wcześniej, 30 kwietnia 2020 roku, jeden z radnych wystosował interpelację, w której sprzeciwił się planom sprzedaży zabytku.